# یواس‌اس لامسان (دی‌دی-۱۸)
یواس‌اس لامسان (دی‌دی-۱۸) (به انگلیسی: USS Lamson (DD-18)) یک کشتی بود که طول آن ۲۹۳ فوت ۱۰ اینچ (۸۹٫۵۶ متر) بود. این کشتی در سال ۱۹۰۹ ساخته شد.